# Miłakowo
Miłakowo là một thị trấn thuộc huyện Ostródzki, tỉnh Warmińsko-Mazurskie ở đông-bắc Ba Lan. Thị trấn có diện tích 9 km². Đến ngày 1 tháng 1 năm 2011, dân số của thị trấn là 2692 người và mật độ 307 người/km².